# Yoshinaga Shoi
Yoshinaga Shoi (sinh ngày 18 tháng 4 năm 2000) là một cầu thủ bóng đá người Nhật Bản.

## Sự nghiệp câu lạc bộ
Yoshinaga Shoi hiện đang chơi cho Omiya Ardija.